# Шустін Аркадій Якович
Аркадій Якович Шустін (1895, село Василевичі Річицького повіту Мінської губернії, тепер Білорусь — 1976, Москва) — український радянський партійний діяч, відповідальний секретар Охтирського, Шепетівського і Херсонського окружних комітетів КП(б)У. Член Ревізійної Комісії КП(б)У в листопаді 1927 — червні 1930 р. Член Комісії партійного контролю при ЦК ВКП(б) в лютому 1934 — 1939 р.

## Біографія
Народився в родині єврейського кравця. До 1910 року навчався у початковій школі, з квітня 1909 по квітень 1910 був учнем кустаря-столяра у місті Річиця Мінської губернії.
У квітні 1910 — квітні 1911 року — столяр у селі Василевичі Річицького повіту. У квітні 1911 — лютому 1914 року — столяр Київських столярних майстерень.
Член РСДРП(б) з травня 1912 року.
У лютому — вересні 1914 року — столяр столярних майстерень у місті Вільно (Вільнюсі). За деякими даними, до вересня 1914 року три місяці був під адміністративним арештом у Вільно. У вересні 1914 — квітні 1917 року — столяр столярних майстерень у Києві.
У квітні — серпні 1917 року — рядовий 92-го запасного полку російської армії в Саратові.
У серпні 1917 — квітні 1918 року — член Казанського військово-окружного виконкому.
У квітні — серпні 1918 року — інструктор Політичного управління Українського радянського уряду в місті Курську.
У серпні 1918 — січні 1919 року — комісар 1-го полку Червоного козацтва РСЧА на Південному фронті.
У січні — серпні 1919 року — голова виконавчого комітету Валківської повітової ради Харківської губернії.
У серпні 1919 — січні 1920 року — інструктор Політичного управління 14-ї армії РСЧА на Південному фронті.
У січні — вересні 1920 року — голова Богодухівського повітового революційного комітету (ревкому) Харківської губернії.
У вересні 1920 — липні 1921 року — заступник голови виконавчого комітету Валківської повітової ради Харківської губернії. У липні 1921 — липні 1922 року — заступник голови виконавчого комітету Куп'янської повітової ради Харківської губернії. У липні 1922 — серпні 1923 року — заступник голови виконавчого комітету Охтирської повітової ради Харківської губернії. У серпні 1923 — травні 1924 року — заступник голови виконавчого комітету Лебединської повітової ради Харківської губернії.
У травні 1924 — червні 1925 року — відповідальний секретар Охтирського окружного комітету КП(б)У Харківської губернії.
У вересні 1925 — липні 1926 року — слухач повторних курсів ЦК КП(б)У в місті Харкові.
У липні 1926 — липні 1928 року — відповідальний секретар Шепетівського окружного комітету КП(б)У.
У липні 1928 — вересні 1929 року — відповідальний секретар Херсонського окружного комітету КП(б)У.
У вересні 1929 — січні 1931 року — слухач курсів марксизму-леніннізму при ЦК ВКП(б) у Москві.
У січні 1931 — лютому 1934 року — відповідальний інструктор ЦК ВКП(б).
У лютому 1934 — березні 1936 року — співробітник апарату Комісії партійного контролю при ЦК ВКП(б).
У березні 1936 — 11 вересня 1937 року — уповноважений Комісії партійного контролю при ЦК ВКП(б) по Білоруській РСР. Знятий із посади «як такий, що не справився із роботою».
З 1937 року жив і працював у Москві. До травня 1939 року був у розпорядженні Всесоюзної спілки промкооперації «Всекооппромради».
У травні 1939 — травні 1940 року — заступник начальника Головсуміжпрому Народного комісаріату середнього машинобудування СРСР. У травні — грудні 1940 року — заступник начальника Головного управління постачання «Головпостачу» Народного комісаріату кольорової металургії СРСР.
У грудні 1940 — листопаді 1948 року — керуючий контори «Постачкольормет» Народного комісаріату кольорової металургії (потім —Міністерства металургійної промисловості) СРСР. З липня 1947 року — персональний пенсіонер республіканського значення.
У грудні 1948 — листопаді 1955 року — керуючий Центральної контори Управління обладнання Міністерства чорної металургії (потім — Міністерства металургійної промисловості) СРСР.
З листопада 1955 року — на пенсії у Москві. Помер у грудні 1976 року.